# Sofia Hägg
Sofia Hägg, född den 10 februari 1997, är en svensk basketspelare som spelar för det svenska basketlaget Luleå Basket.
Sofia Hägg är en 169 cm lång guard. Moderklubb är Västerås Basket. Debut i Västerås Baskets A-lag gjordes säsongen 2010/2011 i division 2 Norra Svealand. Säsongen efter var Sofia Hägg med och förde upp Västerås Basket i Basketettan. 2012 gick flyttlasset till Luleå och riksbasketgymnasiet BG Luleå där Sofia Hägg spelade i tre säsongen i Basketettan Norra för BG Luleå. Det sista året i BG Luleå var hon dubbellicensierad och representerade även Northland Basket i Svenska Basketligan. 2015 vann Sofia Hägg sitt första SM-guld.
Från säsongen 2015/2016 var Sofia Hägg dubbellicensierad med Luleå Stars i Basketettan och Luleå Basket i Basketligan. 2016 vann hon sitt andra SM-guld.
Säsongerna 2016/2017 och 2017/2018 spelade Sofia Hägg för enbart Luleå Basket. Hon vann ytterligare två SM-guld, sitt tredje och fjärde.
2018/2019 bytte Sofia Hägg klubb till Wetterbygden Sparks i Basketligan.
2019/2020 bytte Sofia Hägg klubb till Telge Basket i Basketligan. 
2020/2021 spelade Sofia Hägg fortsatt i Telge Basket i Basketligan. 
2021/2022 återvände Sofia Hägg till Luleå Basket. Laget gick till final men fick se sig besegrade av Norrköping Dolphins. 
2022/2023 spelade Sofia Hägg fortsatt i Luleå Basket i Basketligan. 
Sofia Hägg har spelat 109 landskamper för Sverige, varav 1 A-landskamp mot Israel 2020-11-14.

## Meriter
- SM-guld 6 st Luleå Basket 2025, 2023, 2018, 2017, 2016, Northland Basket 2015[2]
- Svenska Basketligan 152 matcher (2014-2020) Telge Basket 19 matcher, Wetterbygden Sparks 21 matcher, Luleå Basket 95 matcher och Northland Basket 17 matcher[3]
- Svenska Cupen 1 match (2019) Telge Basket[3]
- Superettan 9 matcher (2015) BG Luleå[3]
- Basketettan Norra 47 matcher (2012-2016) Luleå Stars 14 matcher, BG Luleå 33 matcher[3]
- Division 2 Norra Svealand 16 matcher (2010-2012) Västerås Basket[3]
- A landslaget 1 match [3]
- U20 landslaget 21 matcher[3]
- U18 landslaget 49 matcher[3]
- U16 landslaget 27 matcher[3]
- U15 landslaget 3 matcher[3]
- Universitetslandslaget 6 matcher[3]
- Framtidslandslaget 2 matcher[3]